# Kiskrassó
 Kiskrassó (románul: Lupac, horvátul: Lupak), falu Romániában, a Bánságban, Krassó-Szörény megyében, Lupac központja. Az első világháborúig Krassó-Szörény vármegye Resicabányai járásához tartozott.

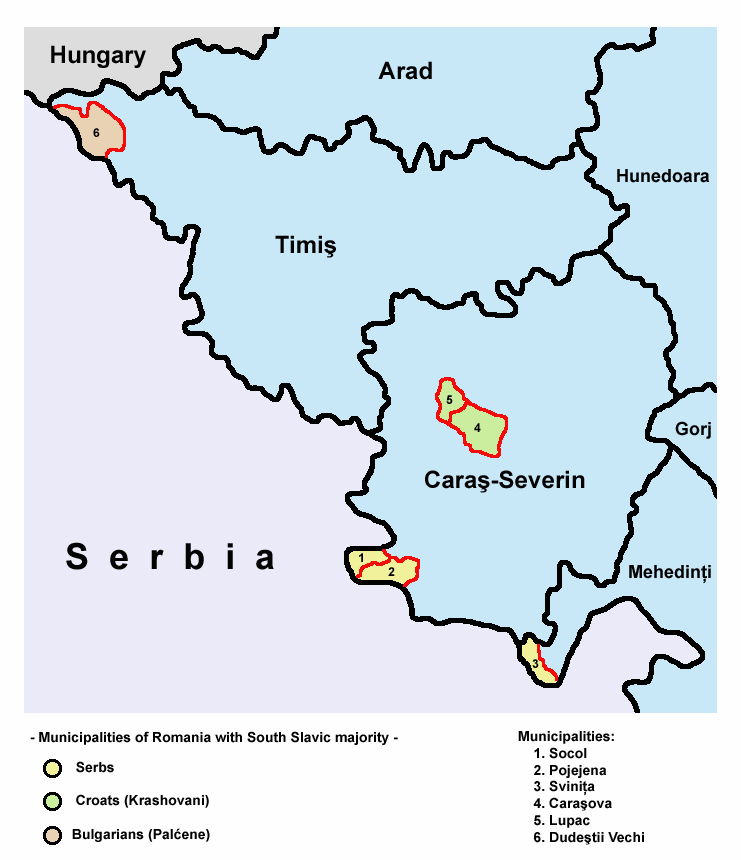
Kiskrassó község (5.) elhelyezkedése

## Nevének változásai
1839-ben Luppak, 1851-ben Lupak, 1863-1900-ig Lupák volt a település neve.

## Népessége
- 1900-ban 3323 lakosából 3210 volt egyéb, többségében krassován, 63 német, 36 román, 19 magyar, 8 szlovák, 2 szerb és 1 horvát anyanyelvű; 3250 római katolikus, 59 ortodox, 10 izraelita, 2 evangélikus, 1 református és 1 görögkatolikus vallású.
- 1992-ben 3221 lakosából 2129 volt horvát, 180 román, 50 szerb, 73 cigány, 15 német, 9 magyar és 3 cseh nemzetiségű, 3064 római katolikus, 145 ortodox, 8 baptista, 2 evangélikus, 1 református és 1 görögkatolikus vallású.
- 2002-ben 3023 lakosából 2823 volt horvát, 161 román, 1 magyar, 7 roma, 1 ukrán, 16 német, 1 szerb, 1 cseh, 12 egyéb nemzetiségű, 2882 római katolikus, 122 ortodox, 1 görögkatolikus, 5 baptista, 8 adventista, 4 muzulmán.

## Politika
A 2012-es helyhatósági választásokon a Nemzeti Liberális Párt 4 mandátumot, a Romániai Horvát Szövetség és a Szociáldemokrata Párt 2-2 mandátumot, a Demokrata Liberális Párt, a Románia Haladásáért Nemzeti Unió és a Partidul Poporului – Dan Diaconescu pártok 1-1 mandátumot szerzett.

## Források

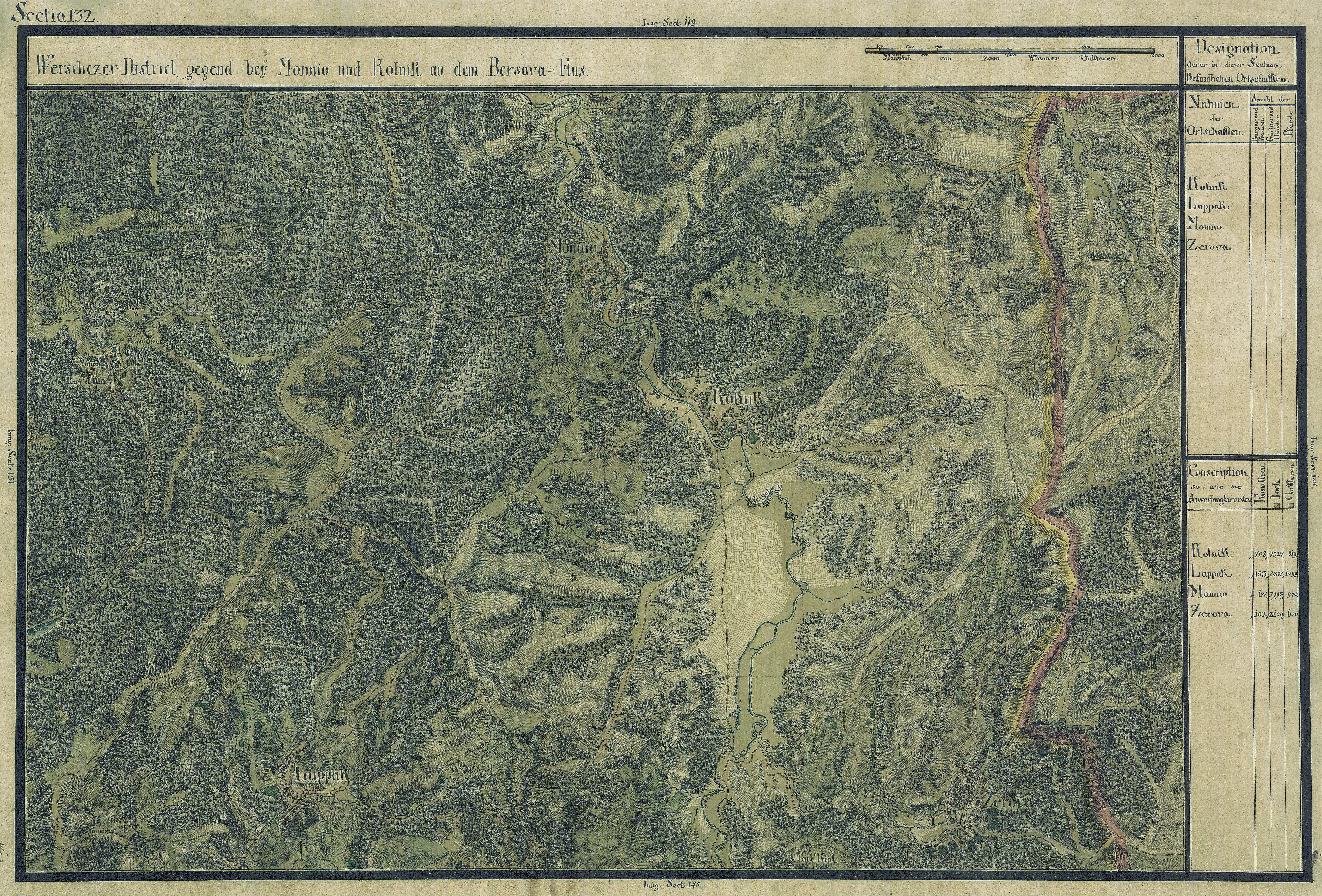
Kiskrassó egy régi katonai térképen